# Villanueva de Gormaz
Villanueva de Gormaz est une commune espagnole de la province de Soria en Castille-et-León.